# Tres Lunas
Albums de Mike Oldfield
The Millennium Bell
(1999) Tubular Bells 2003
(2003)
Tres Lunas (écrit Tr3s Lunas) est le 21ème album du musicien britannique Mike Oldfield. L'album est accompagné d'un CD comprenant une démo d'un jeu pour PC dans lequel sont présentées des musiques inédites.
L'album est conçu comme une suite de morceaux d'ambiance, inspiré par la programmation lounge d'un bar espagnol que Mike Oldfield fréquentait à ce moment à Ibiza, et qui s'appelait Las Dos Lunas.

## Morceaux de l'album
1. Misty (3:59)
2. No Mans Land (6:08)
3. Return To The Origin (4:38)
4. Landfall (2:19)
5. Viper (4:32)
6. Turtle Island (3:40)
7. To Be Free (4:21)
8. Firefly (3:46)
9. Tres Lunas (4:35)
10. Daydream (2:15)
11. Thou Art In Heaven (5:22)
12. Sirius (5:47)
13. No Mans Land (Reprise) (2:56)
14. To Be Free (Radio Edit) (3:56)

## Personnel
- Mike Oldfield - Tous instruments
- Sally Oldfield – Monologues
- Jude Sim – Chant sur "To Be Free"
- Amar – Chœurs